# Wrong Turn 3: Left for Dead
Wrong Turn 3: Left for Dead är en amerikansk skräckfilm som släpptes direkt på DVD och Blu-ray den 20 oktober 2009. 

## Handling
En grupp förrymda fångar och ett par fängelsevakter är djupt inne i skogen i West Virginia efter att ha kraschat med sin buss. De blir senare attackerade av inavlade och missbildade kannibaler.

## Trivia
- Filmen filmades på bara 24 dagar (berättade regissören till filmen på extramaterialet.)[källa behövs]